# Secure Digital
Este artículo trata sobre las Tarjetas flash, para la definición estándar de televisión, véase SD (definición estándar)
Secure Digital (SD) es un dispositivo en formato de tarjeta de memoria para dispositivos portátiles, por ejemplo: cámaras digitales (fotográficas o videograbadoras), teléfonos móviles, teléfonos inteligentes, computadoras portátiles y videoconsolas (de sobremesa y portátiles), tabletas y entre muchos otros. Inicialmente compitió y coexistió con otros formatos, y actualmente es uno de los formatos más comunes y utilizados en dispositivos portátiles y en computadoras y reproductores de música portátiles o domésticos, destacando principalmente por la velocidad a diferencia de sus predecesores.
El estándar SD fue desarrollado por SanDisk, Panasonic y Toshiba, e introducido en 1999 como una mejora evolutiva de las tarjetas MMC. El estándar es mantenido por la Asociación de Tarjetas SD en la que participan varios fabricantes y fue implementado en más de 400 marcas de productos, cubriendo docenas de categorías y en más de 8000 modelos.
El formato SD incluye cinco versiones de tarjetas, disponibles en tres tamaños. Las cinco familias son:
1. “Standard Capacity” (SDSC), la original, «capacidad estándar».
2. “High Capacity” (SDHC), «alta capacidad».
3. “Extended Capacity” (SDXC), «capacidad extendida».
4. “Input/Output” (SDIO), «entrada/salida».
5. “Ultra Capacity” (SDUC), «Ultra Capacidad».

Los tres tamaños son:
1. SD estándar original.
2. miniSD.
3. microSD.

Este tamaño microSD es muy utilizado en tabletas y teléfonos móviles. Por medio de adaptadores pasivos eléctricamente es posible utilizar tarjetas en ranuras más grandes.
Los dispositivos con ranuras SD pueden utilizar tarjetas MMC, que son más finas, pero las tarjetas SD no caben en las ranuras MMC. Asimismo, se pueden utilizar en las ranuras de CompactFlash o de PC Card con un adaptador. Sus variantes miniSD y microSD se pueden utilizar, también directamente, en ranuras SD mediante un adaptador. Las normales tienen forma de ם. Hay algunas tarjetas SD que tienen un conector USB integrado con un doble propósito, y hay lectores que permiten que las tarjetas SD sean accesibles por medio de muchos puertos de conectividad como USB, FireWire y el puerto paralelo común. Las tarjetas SD también son accesibles mediante una disquetera usando un adaptador FlashPath.

## Descripción e introducción en el mercado

Disposición (pinout) de las clavijas o pines enumerados de cada uno de los tamaños de tarjetas SD.

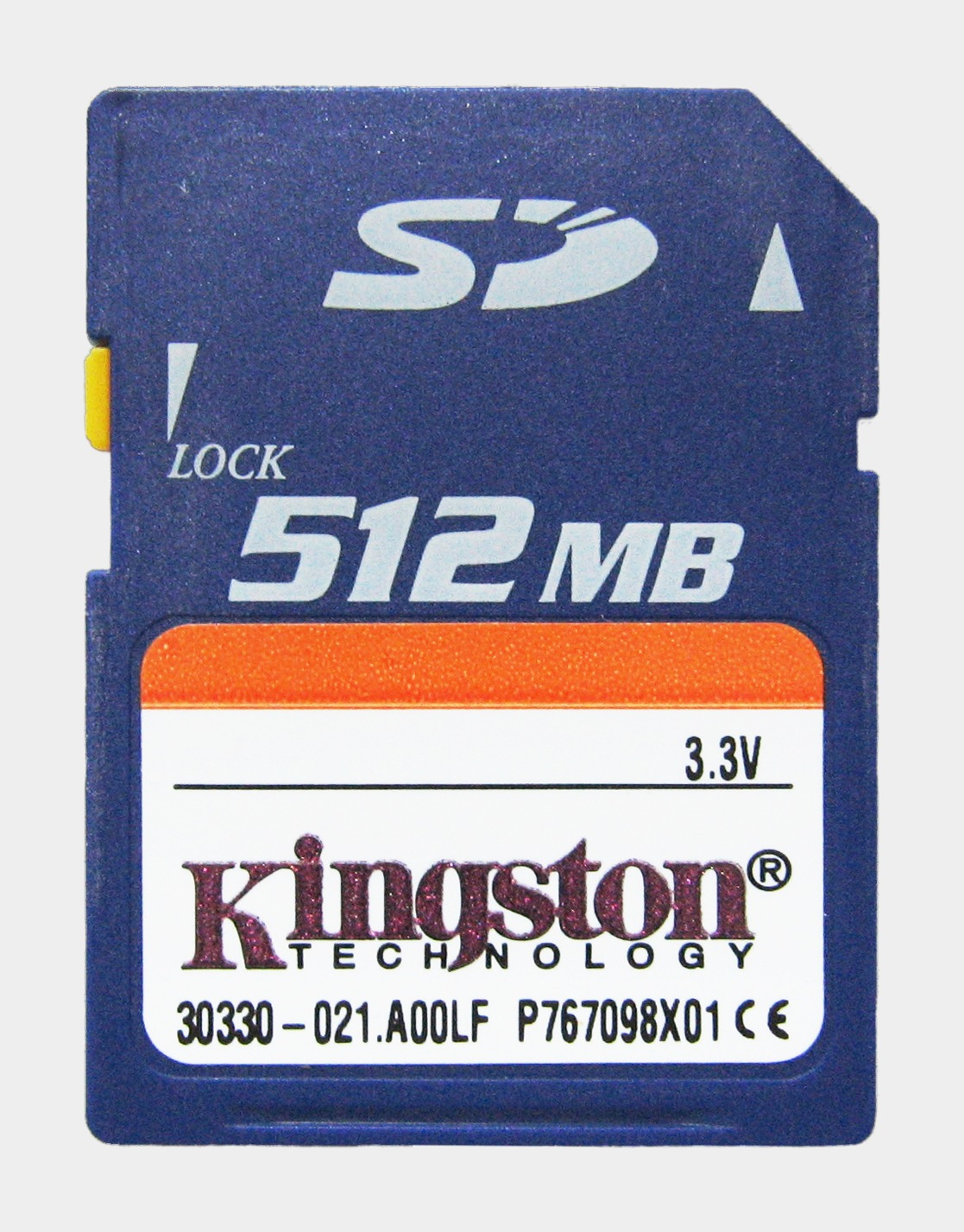
Tarjeta SD de 512 MB.

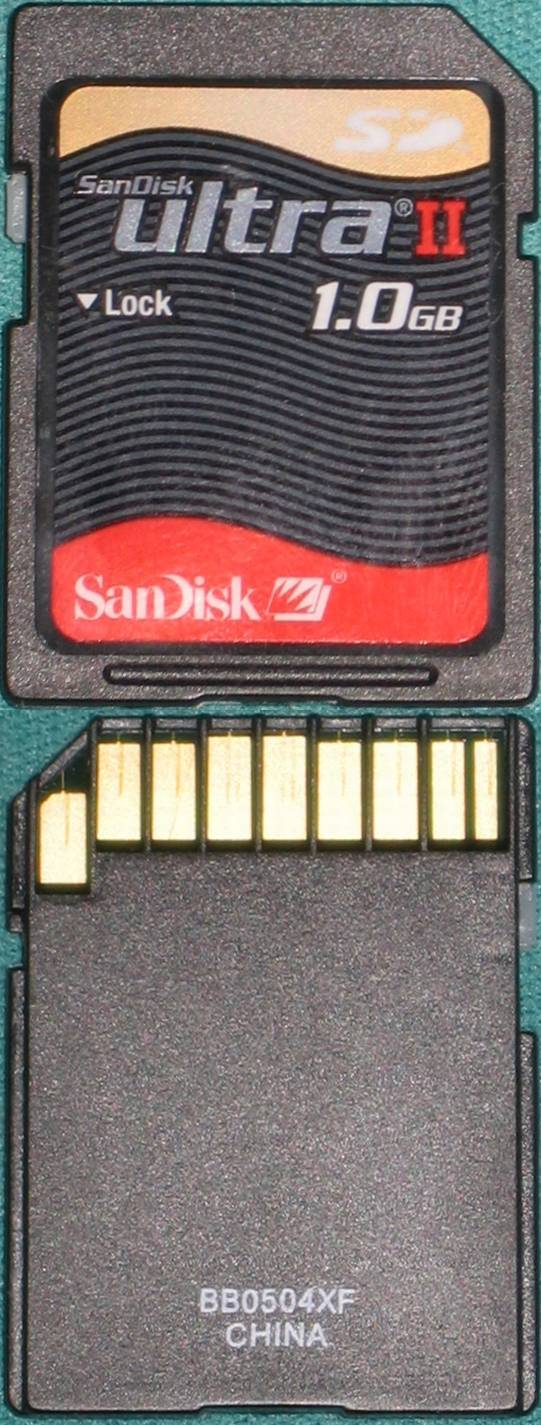
Tarjeta SD de 1 GB.

Las tarjetas importantes Secure Digital son utilizadas como soportes de almacenamiento por algunos dispositivos portátiles como cámaras digitales, videoconsolas, y videocámaras.
Antes de 2005 las capacidades de estas tarjetas oscilaban entre los 16, 32 y 64 megabytes (MB).
En 2005, las capacidades típicas de una tarjeta SD eran de 128, 256 y 512 MB, y 1, 2 y 4 gigabytes (GB). En 2006, se alcanzaron los 8 GB, y en 2007, los 16 GB. El 22 de agosto de 2007 Toshiba anunció que para 2008 empezaría a vender memorias de 32 GB, lo cual sucedió. 
En diciembre de 2014 fueron lanzadas a la venta tarjetas de 256 GB diseñadas para grabar videos de alta calidad con velocidad de escritura de hasta 90 MB/s, y de 45 MB/s en escritura para la fotografía profesional en lo que respecta en el manejo de archivos RAW y videos de alta calidad.
Las tarjetas SD han sustituido a las SmartMedia como formato de tarjeta de memoria dominante en las cámaras digitales compactas. En 2001, SmartMedia había logrado un uso de cerca del 50 %, pero en 2005, SD/MMC había alcanzado más de un 40 % de cuota de mercado, y el porcentaje de SmartMedia cayó en picado. La gran mayoría de los principales fabricantes de cámaras fotográficas digitales usa SD en sus líneas de productos, como Canon, Nikon, Kodak y Konica Minolta. Sin embargo, tres fabricantes importantes se han adherido a sus propios formatos propietarios en sus cámaras fotográficas: Olympus y Fuji, que usan tarjetas XD; y Sony con su Memory Stick.
«Secure» (seguro) en Secure Digital, viene del origen de la tarjeta. Para crear una tarjeta SD, Toshiba añadió hardware de cifrado a la ya existente tarjeta MMC, para aliviar las preocupaciones de la industria de la música, que giraban en torno a que las tarjetas MMC permitirían el «pirateo» fácil de la música (un esquema similar es el estándar de MagacGate usado en las Memory Stick). En teoría, este cifrado permitiría cumplir fácilmente los esquemas DRM sobre la música digital, pero esta funcionalidad se utiliza poco.
Con un soporte CATR de tarjetas (normalmente, un pequeño dispositivo USB), el usuario podía acceder al contenido de una tarjeta SD usando una computadora. Hoy en día, la mayor parte de las computadoras tienen integrado dicho lector de tarjetas.
Un reciente desarrollo son las tarjetas SD con sistensores USB integrados, para eliminar la necesidad de disponer de un adaptador SD/USB o una ranura SD en el PC, aunque a cambio de un precio inicial más alto. Un diseño pionero de SanDisk tenía una aleta que giraba y dejaba al descubierto el conector. Aunque SanDisk no pretendía en un primer momento comercializar una tarjeta SD con USB, este movimiento animó a otros fabricantes a seguir el modelo.
La abreviatura “SD” fue realmente desarrollada para otra aplicación completamente diferente: fue empleada en un primer momento para “Super-Density Optical Disk” (disco óptico de alta densidad), que supuso la entrada, poco exitosa, de Toshiba en las guerras de formatos de DVD.

## Apertura de estándares

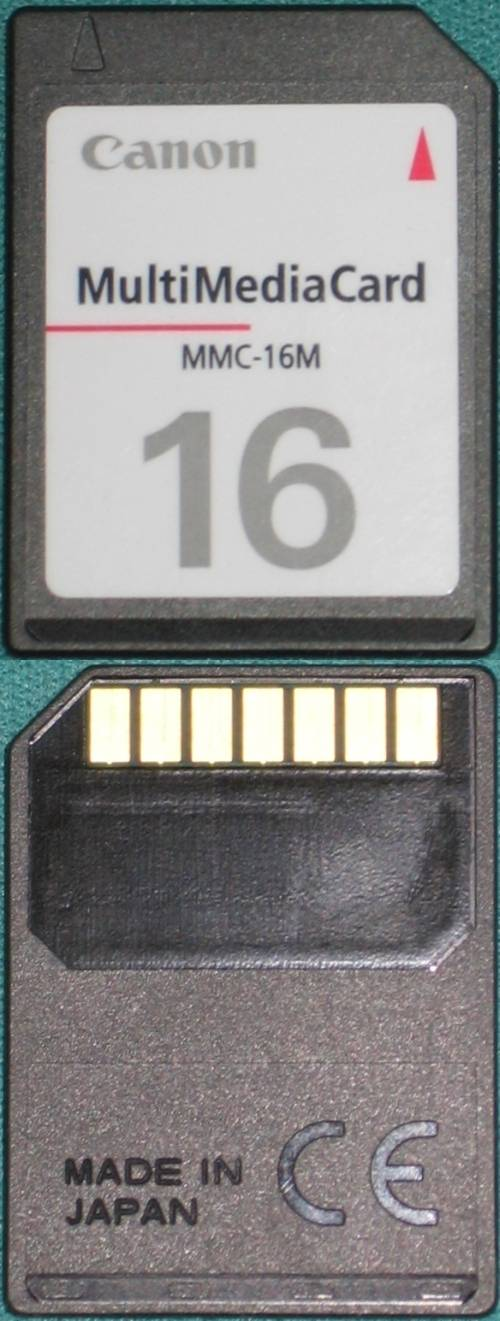
Las tarjetas MMC también funcionan en ranuras SD.

Como la mayoría de los formatos de tarjeta de memoria, el SD está cubierto por numerosas patentes y marcas registradas, y sólo se puede licenciar a través de la Secure Digital Card Association (Asociación de la Tarjeta Secure Digital). El acuerdo de licencia actual de esta organización no permite controladores de código abierto para lectores de tarjetas SD, un hecho que genera consternación en las comunidades de código abierto y software libre. Generalmente, se desarrolla una capa de código abierto para un controlador SD de código cerrado disponible en una plataforma particular, pero esto está lejos de ser lo ideal. Otro método común consiste en utilizar el antiguo modo MMC, donde se requiere que todas las tarjetas SD soporten el estándar SD.
Esto significa que SD es menos abierto que CompactFlash o las memorias USB, que pueden ser implementados libremente, aunque requieren costes de licencia por las marcas registradas y logotipos asociados, pero aun así resulta mucho más abierto que XD-Picture Card (xD) o Memory Stick, donde no hay disponible ni documentación pública ni implementación documentada.

## Velocidad

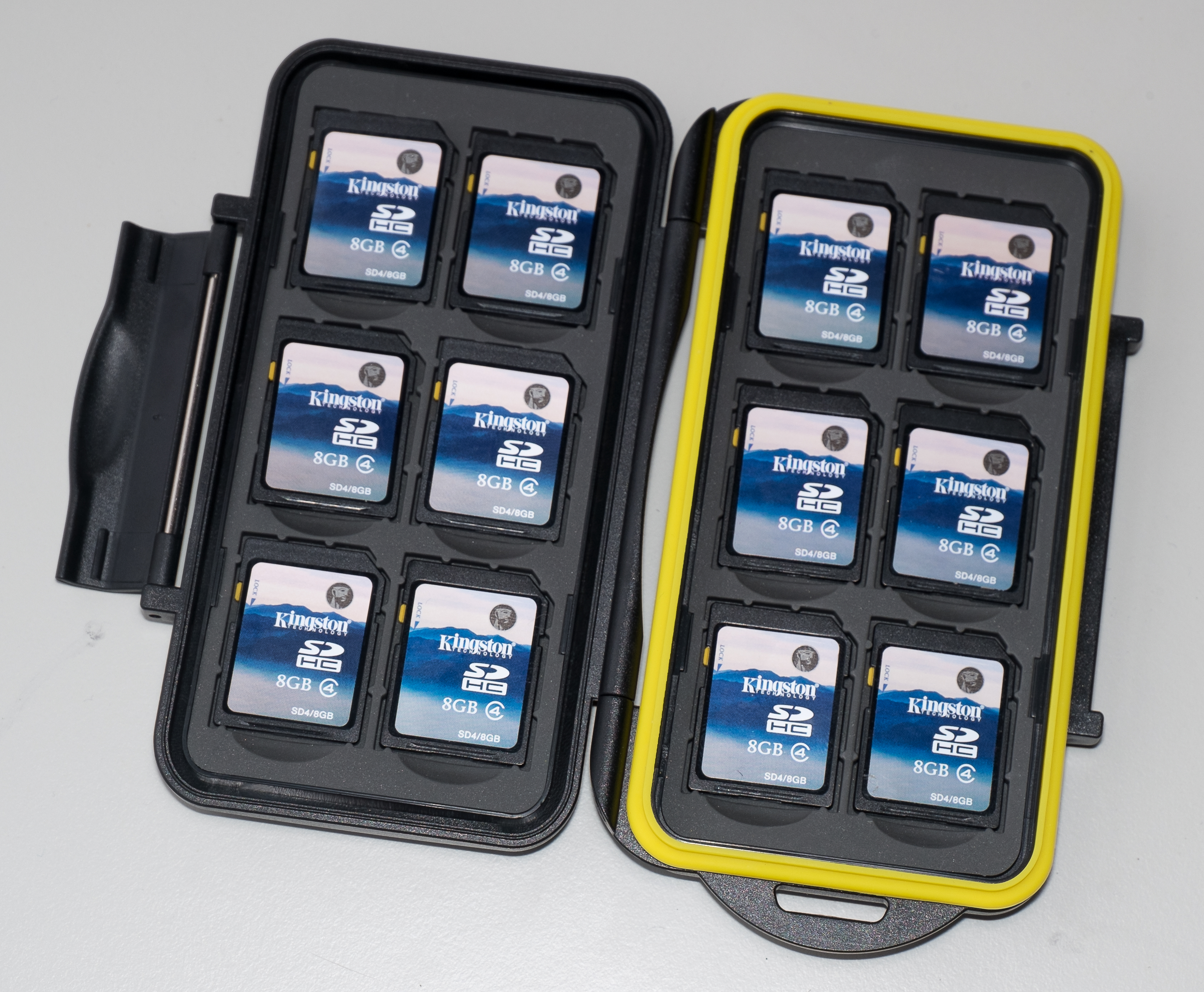
Caja impermeable para tarjetas SD.

La velocidad de las tarjetas SD se suele clasificar por su velocidad de lectura o escritura secuencial. El aspecto del rendimiento secuencial es el más relevante para el almacenamiento y la recuperación de archivos de gran tamaño (en relación con los tamaños de bloque internos de la memoria flash), como imágenes y multimedia. Los datos pequeños (como nombres de archivos, tamaños y marcas de tiempo) caen bajo el límite de velocidad mucho más bajo del acceso aleatorio, que puede ser el factor limitante en algunos casos de uso.
Con las primeras tarjetas SD, algunos fabricantes de tarjetas especificaban la velocidad como un índice de "veces" ("×"), que comparaba la velocidad media de lectura de datos con la de la unidad de CD-ROM original. Esto fue sustituido por la clasificación de clase de velocidad, que garantiza una velocidad mínima a la que se pueden escribir datos en la tarjeta.
Las nuevas familias de tarjetas SD mejoran la velocidad de la tarjeta aumentando la velocidad del bus (la frecuencia de la señal de reloj que hace entrar y salir la información de la tarjeta). Sea cual sea la velocidad del bus, la tarjeta puede señalar al host que está "ocupada" hasta que se complete una operación de lectura o escritura. El cumplimiento de un índice de velocidad más alto es una garantía de que la tarjeta limita su uso de la indicación de "ocupado".
Actualmente las velocidades mínimas garantizadas de transferencia que aseguran las tarjetas han sido estandarizadas con las siguientes nomenclaturas:

### Bus

#### Velocidad por defecto
Las tarjetas SD leen y escriben a una velocidad de 12.5 MB/s.

#### Alta velocidad
El modo de alta velocidad (25 MB/s) se introdujo para dar soporte a las cámaras digitales con la versión 1.10 de las especificaciones.

#### Ultra High Speed (UHS)

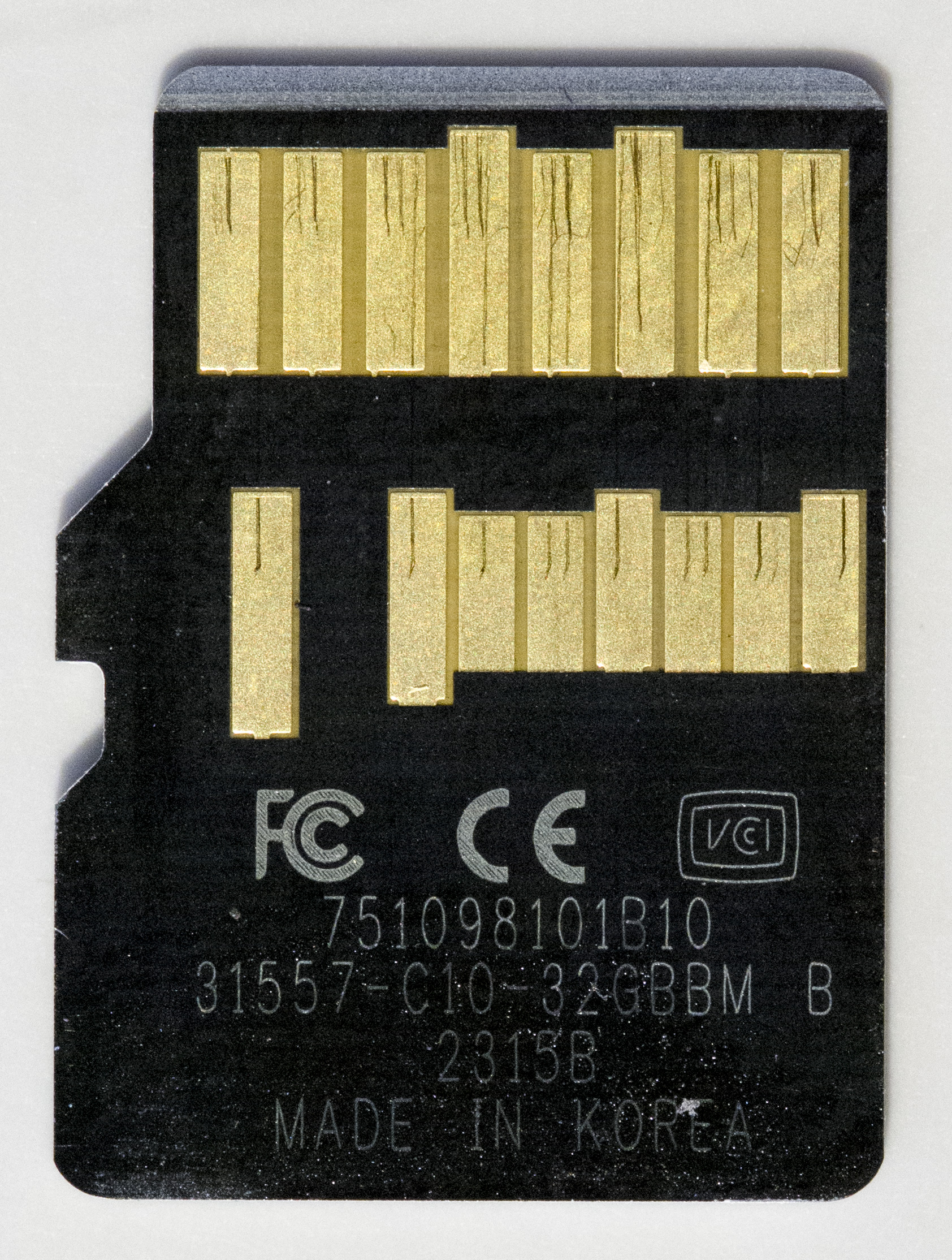
Parte trasera de una tarjeta microSDHC UHS-II de Lexar, mostrando la fila adicional de conexiones UHS-II

El bus de ultra alta velocidad (UHS) está disponible en algunas tarjetas SDHC y SDXC. Se especifican las siguientes velocidades ultra altas:

##### UHS-I
Especificado en la versión 3.01 de SD.  Soporta una frecuencia de reloj de 100 MHz (una cuadruplicación de la "Velocidad por defecto" original), que en modo de transferencia de cuatro bits podría transferir 50 MB/s (SDR50). Las tarjetas UHS-I declaradas como UHS104 (SDR104) también admiten una frecuencia de reloj de 208 MHz, que podría transferir 104 MB/s. El funcionamiento a doble velocidad de datos a 50 MHz (DDR50) también se especifica en la versión 3.01, y es obligatorio para las tarjetas microSDHC y microSDXC etiquetadas como UHS-I. En este modo, se transfieren cuatro bits cuando la señal de reloj sube y otros cuatro bits cuando baja, transfiriendo un byte entero en cada ciclo de reloj completo, por lo que se podría transferir una operación de 50 MB/s utilizando un reloj de 50 MHz.
Existe una extensión UHS-I patentada, principalmente por SanDisk, que aumenta aún más la velocidad de transferencia, denominada DDR208 (o DDR200). A diferencia de UHS-II, no utiliza pines adicionales. Lo consigue utilizando la frecuencia de 208 MHz del modo estándar SDR104, pero usando transferencias DDR. «Genesys Logic GL3232».</ref>

##### UHS-II
Especificado en la versión 4.0, eleva aún más la velocidad de transferencia de datos hasta un máximo teórico de 156 MB/s (full-dúplex) o 312 MB/s (semidúplex) utilizando una fila adicional de pines (un total de 17 pines para las tarjetas de tamaño completo y 16 pines para las de tamaño micro). Aunque las primeras implementaciones en cámaras de sistema compacto se vieron tres años después de la especificación (2014), pasaron muchos más años hasta que UHS-II se implementó de forma regular. A principios de 2021, más de 50 cámaras DSLR y de sistema compacto utilizaban UHS-II.

##### UHS-III

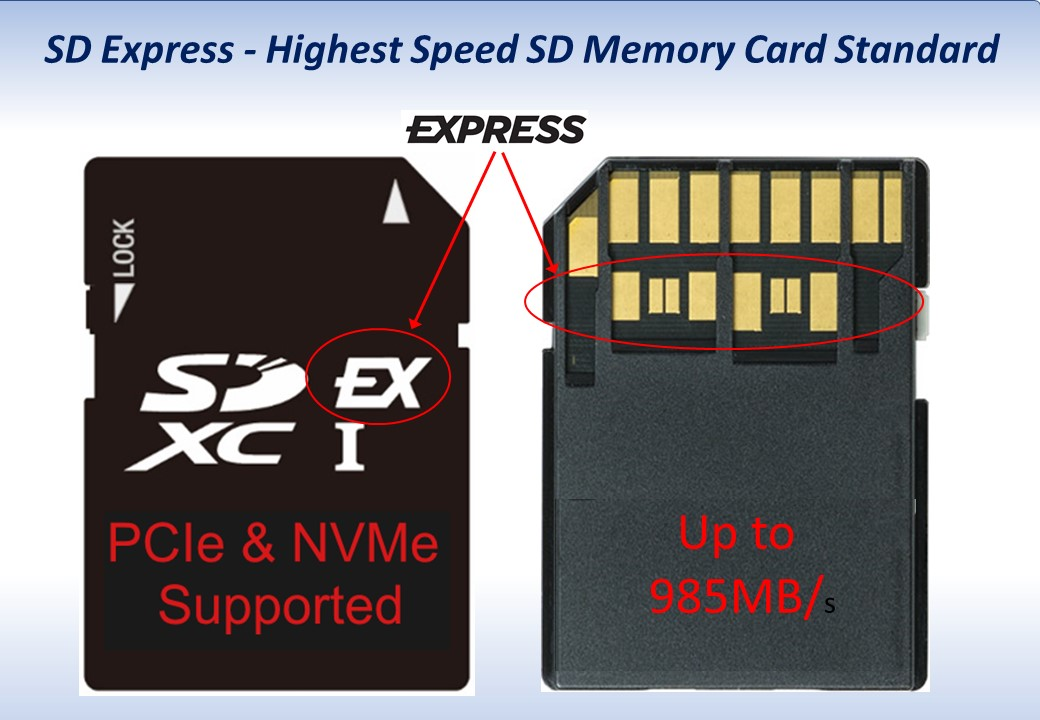

La versión 6.0, publicada en febrero de 2017, añadió dos nuevas velocidades de datos al estándar. La FD312 proporciona 312 MB/s, mientras que la FD624 la duplica. Ambas son full-duplex. La interfaz física y la disposición de los pines son las mismas que con UHS-II, lo que mantiene la compatibilidad con versiones anteriores.
Las tarjetas que cumplen con UHS muestran los números romanos 'I', 'II' o 'III' junto al logotipo de la tarjeta SD, e informan de esta capacidad al dispositivo anfitrión. El uso de UHS-I requiere que el dispositivo anfitrión ordene a la tarjeta que pase de 3,3 voltios a 1,8 voltios en los pines de la interfaz de E/S y que seleccione el modo de transferencia de cuatro bits, mientras que UHS-II requiere un funcionamiento de 0,4 voltios.
Las mayores velocidades se consiguen utilizando una interfaz diferencial de dos carriles de bajo voltaje (0,4 V pp). Cada carril es capaz de transferir hasta 156 MB/s. En el modo full-duplex, un carril se utiliza para la transmisión y el otro para la recepción. En el modo semidúplex, ambos carriles se utilizan para la misma dirección de transferencia de datos, lo que permite duplicar la velocidad de datos a la misma velocidad de reloj. Además de permitir una mayor velocidad de datos, la interfaz UHS-II permite un menor consumo de energía de la interfaz, un menor voltaje de E/S y una menor interferencia electromagnética (EMI).

#### SD Express
El bus SD Express fue lanzado en junio de 2018 con la especificación SD 7.0. Utiliza un único carril PCIe para proporcionar una velocidad de transferencia full-duplex de 985 MB/s. Las tarjetas compatibles también deben implementar el protocolo de acceso al almacenamiento NVM Express. El bus Express puede ser implementado por tarjetas SDHC, SDXC y SDUC. Para el uso de aplicaciones heredadas, las tarjetas SD Express también deben soportar el bus de alta velocidad y el bus UHS-I. El bus Express reutiliza la disposición de los pines de las tarjetas UHS-II y reserva el espacio para dos pines adicionales que puedan introducirse en el futuro.
Los hosts que implementan la versión 7.0 de la especificación permiten que las tarjetas SD hagan acceso directo a la memoria, lo que aumenta la superficie de ataque del host de forma drástica ante tarjetas SD maliciosas.
La versión 8.0 se anunció el 19 de mayo de 2020, con soporte para dos carriles PCIe con una fila adicional de contactos y tasas de transferencia PCIe 4.0, para un ancho de banda máximo de 3938 MB/s.

##### microSD Express
En febrero de 2019, la Asociación SD anunció la microSD Express. Las tarjetas microSD Express ofrecen interfaces PCI Express y NVMe, como lo hizo la versión SD Express de junio de 2018, junto con la interfaz microSD heredada para continuar la compatibilidad hacia atrás. La SDA también lanzó marcas visuales para denotar las tarjetas de memoria microSD Express con el fin de facilitar la correspondencia entre la tarjeta y el dispositivo para un rendimiento óptimo del mismo.
| Velocidad mínima de escritura secuencial | Clase de velocidad | Clase de velocidad UHS | Clase de velocidad de Vídeo | Aplicación |
| ---------------------------------------- | ------------------ | ---------------------- | --------------------------- | --- |
| 2 MB/s                                   | Class 2 (C2)       | -                      | -                           | Grabación de vídeo en definición estándar (SD) |
| 4 MB/s                                   | Class 4 (C4)       | -                      | -                           | Grabación de vídeo en Alta definición (HD) [720p] |
| 6 MB/s                                   | Class 6 (C6)       | -                      | Class 6 (V6)                | Grabación de vídeo en Alta definición (HD) [720p] |
| 10 MB/s                                  | Class 10 (C10)     | Class 1 (U1)           | Class 10 (V10)              | Full HD (1080p) Grabación de vídeo y grabación consecutiva de imágenes en HD (bus de alta velocidad), emisión en tiempo real y vídeos largos en HD (UHS bus) |
| 30 MB/s                                  | -                  | Class 3 (U3)           | Class 30 (V30)              | 4K ficheros de vídeo a 24/30 fps (UHS bus) |
| 60 MB/s                                  | -                  | -                      | Class 60 (V60)              | 4K ficheros de vídeo a 60/120 fps (UHS bus) |
| 90 MB/s                                  | -                  | -                      | Class 90 (V90)              | 4K ficheros de vídeo a 60/120 fps (UHS bus) |

| Clase        | Velocidad de escritura secuencial mínima constante | Lectura mínima aleatoria | Escritura mínima aleatoria |
| ------------ | -------------------------------------------------- | ------------------------ | -------------------------- |
| Class 1 (A1) | 10 MB/s                                            | 1500 IOPS                | 500 IOPS                   |
| Class 2 (A2) | 10 MB/s                                            | 4000 IOPS                | 2000 IOPS                  |

| Interfaz de bus | Logotipo de la tarjeta | Logotipo del bus | Velocidad del bus                                                          | Versión de especificaciones |
| --------------- | ---------------------- | ---------------- | -------------------------------------------------------------------------- | --------------------------- |
| Default Speed   | SD · SDHC · SDXC       | —                | 12,5 MB/s                                                                  | 1.01                        |
| High Speed      | SD · SDHC · SDXC       | —                | 25 MB/s                                                                    | 2.00                        |
| UHS-I           | SDHC · SDXC            | I                | 12,5 MB/s (SDR12) 25 MB/s (SDR25) 50 MB/s (SDR50, DDR50) 104 MB/s (SDR104) | 3.01                        |
| UHS-II          | SDHC · SDXC            | II               | 156 MB/s (FD156) 312 MB/s (HD312)                                          | 4.00/4.10                   |
| UHS-III         | SDHC · SDXC            | III              | 312 MB/s (FD312) 624 MB/s (FD624)                                          | 6.0                         |

### Clase
.

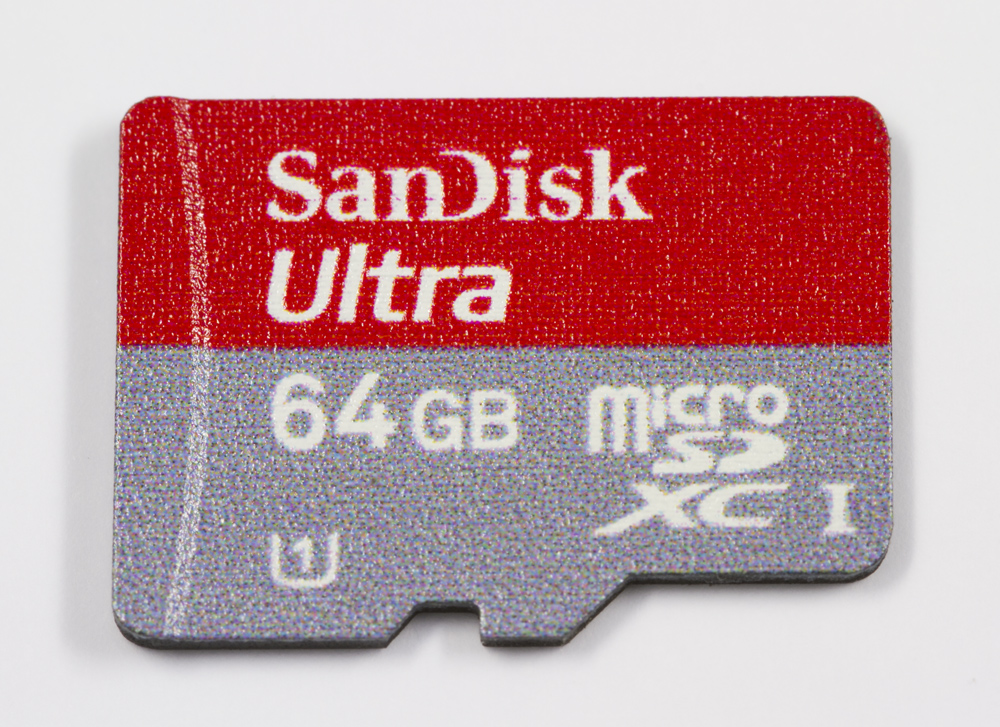
64GB SanDisk Ultra microSDXC card (with UHS-I and UHS Speed Class 1 markings)

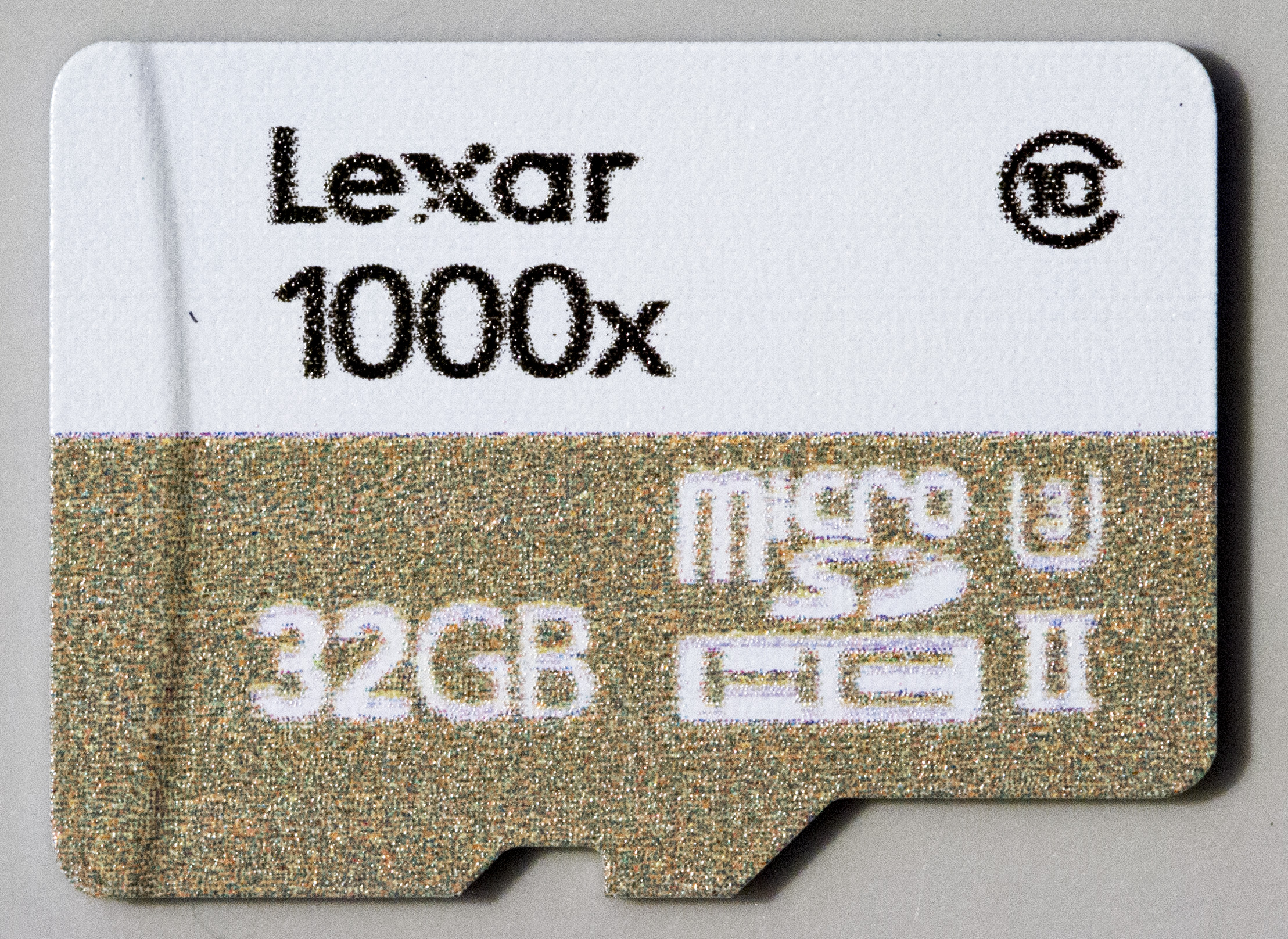
32GB Lexar 1000x microSDHC card (with UHS-II and UHS Speed Class 3 markings)

El anverso y el reverso de la tarjeta de memoria UHS-II SDXC de la serie SF-M de Sony de 64 GB

La Asociación SD define clases de velocidad estándar para las tarjetas SDHC/SDXC que indican el rendimiento mínimo (velocidad mínima de escritura de datos en serie). Tanto la velocidad de lectura como la de escritura deben superar el valor especificado. La especificación define estas clases en términos de curvas de rendimiento que se traducen en los siguientes niveles mínimos de rendimiento de lectura y escritura en una tarjeta vacía y la idoneidad para diferentes aplicaciones:
La Asociación SD define tres tipos de clasificaciones de clase de velocidad: la clase de velocidad original, la clase de velocidad UHS y la clase de velocidad de vídeo.

#### (Original) Speed Class
Las clasificaciones Speed Class 2, 4 y 6 afirman que la tarjeta soporta el número respectivo de megabytes por segundo como velocidad mínima de escritura sostenida para una tarjeta en estado fragmentado.
La clase 10 afirma que la tarjeta admite 10 MB/s como velocidad mínima de escritura secuencial no fragmentada y utiliza un modo de bus de alta velocidad. El dispositivo host puede leer la clase de velocidad de una tarjeta y advertir al usuario si la tarjeta informa de una clase de velocidad que está por debajo de la necesidad mínima de una aplicación. En comparación, la antigua clasificación "×" medía la velocidad máxima en condiciones ideales, y era imprecisa en cuanto a si se trataba de la velocidad de lectura o de la velocidad de escritura. 
El símbolo gráfico de la clase de velocidad tiene un número rodeado de "C" (C2, C4, C6 y C10).

#### Clase de velocidad UHS
Las tarjetas UHS-I y UHS-II pueden utilizar la clasificación UHS Speed Class con dos grados posibles: la clase 1 para un rendimiento de escritura mínimo de al menos 10 MB/s (símbolo 'U1' con el número 1 dentro de la 'U') y la clase 3 para un rendimiento de escritura mínimo de 30 MB/s (símbolo 'U3' con el número 3 dentro de la 'U'), destinada a la grabación de vídeo 4K. Antes de noviembre de 2013, la clasificación se denominaba UHS Speed Grade y contenía los grados 0 (sin símbolo) y 1 (símbolo 'U1'). Los fabricantes también pueden mostrar símbolos de clase de velocidad estándar (C2, C4, C6 y C10) junto a la clase de velocidad UHS o en su lugar.
Las tarjetas de memoria UHS funcionan mejor con los dispositivos anfitriones UHS. Esta combinación permite al usuario grabar vídeos con resolución HD con videocámaras sin cinta mientras realiza otras funciones. También es adecuada para las emisiones en tiempo real y la captura de vídeos HD de gran tamaño.

#### Clase de velocidad de vídeo
Video Speed Class define un conjunto de requisitos para que las tarjetas UHS se ajusten a la moderna memoria MLC NAND flash y admite vídeo progresivo 4K y 8K con velocidades de escritura secuencial mínimas de 6-90 MB/s. Los símbolos gráficos utilizan la 'V' seguida de un número que designa la velocidad de escritura (V6, V10, V30, V60 y V90).

#### Comparativa
| Velocidad mínima de escritura secuencial | Clase de velocidad | Clase de velocidad | Clase de velocidad | Formato de vídeo | Formato de vídeo | Formato de vídeo | Formato de vídeo |
| Velocidad mínima de escritura secuencial | Speed Class        | UHS Speed Class    | Video Speed Class  | SD               | HD/Full HD       | 4K               | 8K               |
| ---------------------------------------- | ------------------ | ------------------ | ------------------ | ---------------- | ---------------- | ---------------- | ---------------- |
| 2 MB/s                                   | Class 2 (C2)       |                    |                    | Sí               | No               | No               | No               |
| 4 MB/s                                   | Class 4 (C4)       |                    |                    | Sí               |                  |                  |                  |
| 6 MB/s                                   | Class 6 (C6)       |                    | Class 6 (V6)       | Sí               |                  |                  |                  |
| 10 MB/s                                  | Class 10 (C10)     | Class 1 (U1)       | Class 10 (V10)     |                  |                  |                  |                  |
| 30 MB/s                                  |                    | Class 3 (U3)       | Class 30 (V30)     | Sí               |                  |                  |                  |
| 60 MB/s                                  |                    |                    | Class 60 (V60)     |                  |                  |                  |                  |
| 90 MB/s                                  |                    |                    | Class 90 (V90)     |                  |                  |                  |                  |

Los derechos de las licencias para SD/SDIO son impuestos a los fabricantes y vendedores de tarjetas de memoria y lectores de las mismas (1000 USD por año, más una membresía de 1500 USD por año). No obstante, las tarjetas SDIO pueden ser fabricadas sin licencia, así como tampoco es necesaria en el caso de la fabricación de los lectores MMC. Las tarjetas MMC tienen una interfaz de siete terminales, SD y SDIO la expandieron a nueve terminales.

## Tarjetas de memoria SD 5.0 para video 4k, 8k, y 360°
Con motivo de mejorar su rendimiento para las necesidades del video 4k, 8k y realidad virtual en 360°, la SD Associtation, ha anunciado la llegada de una nueva versión del estándar Secure Digital, la 5.0.
La nueva norma está preparada para las tasas de transferencia y escritura que requieren los nuevos formatos de video. Incorpora un nuevo protocolo que tiene en cuenta las nuevas arquitecturas de memoria flash NAND, que permite una tasa de transferencia más alta.
Por otra parte, el nuevo estándar SD 5.0 soporta la grabación de hasta ocho archivos de manera simultánea. Esta característica resulta especialmente útil cuando se tienen que manejar múltiples flujos de video independientes o un gran número de fotografías en alta calidad hechas al mismo tiempo.
Las nuevas tarjetas SD 5.0 se van a etiquetar con el nombre de serie Video SpeedClass y se van a dividir atendiendo a su velocidad de escritura secuencial mínima. De este modo, los diferentes tipos serán V6, V10, V60, y V90. Con velocidades de transferencia entre 6 MB/s y 30 MB/s, los tipos recomendados para video 4K son desde V6 hasta V30, mientras que los más rápidos, V60 y V90 con velocidades entre 60 MB/s y 90 MB/s, están especialmente indicados para el video 8K y realidad virtual 360°.

## SDIO

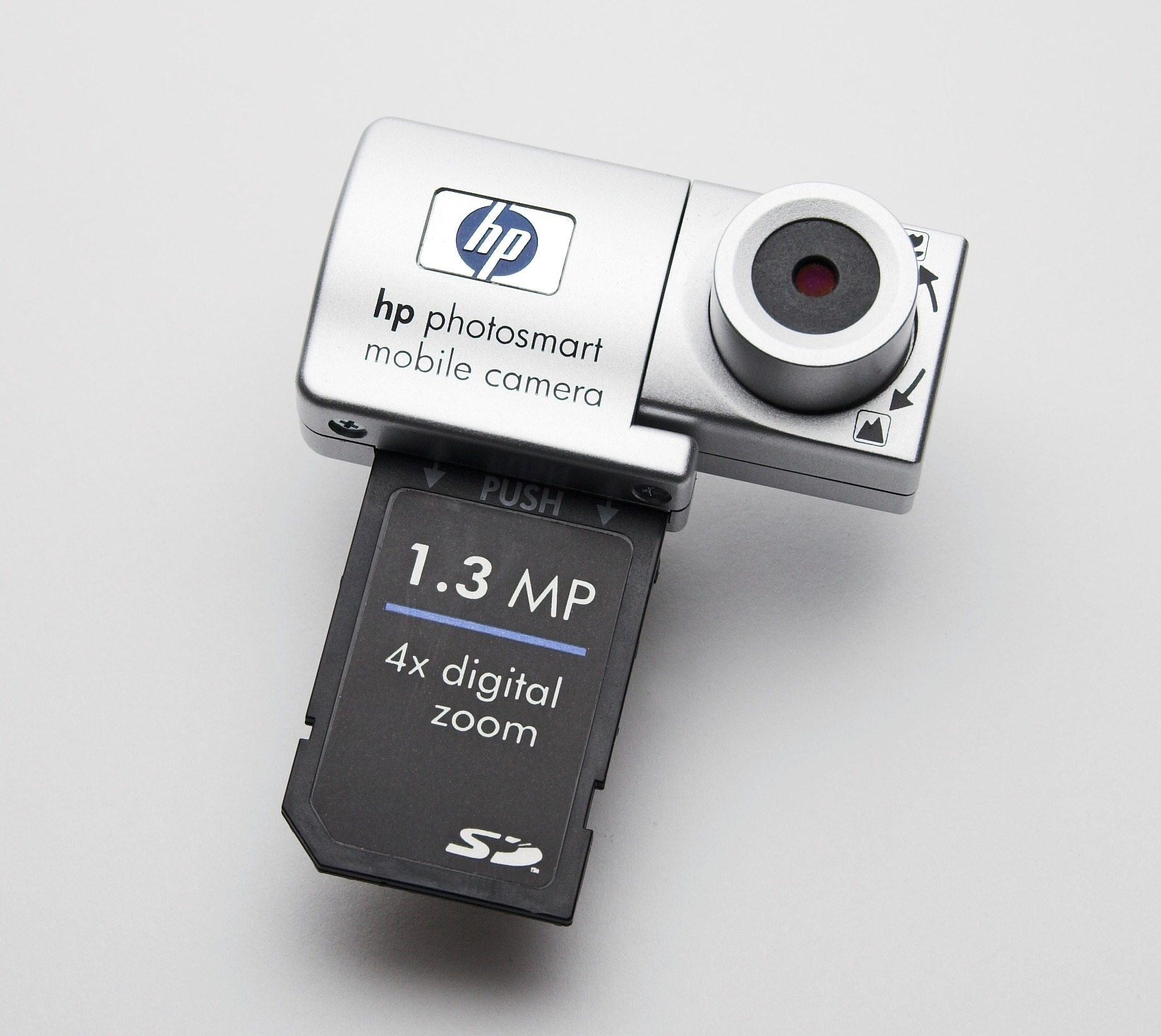
Una cámara que usa la interfaz SDIO.

Las ranuras SD pueden ser utilizadas para más cosas que una tarjeta de memoria flash. Las normales tienen forma de ם. Los dispositivos que soportan SDIO (típicamente PDA, pero cada vez más computadoras portátiles y teléfonos móviles) pueden usar pequeños dispositivos diseñados para las dimensiones SD, como receptores GPS, Wi-Fi o adaptadores Bluetooth, módems, lectores de códigos de barras, adaptadores IrDA, sintonizadores de radio FM, lectores de RFID o cámaras digitales acoplables.
Se han propuesto otros dispositivos, pero todavía no se han implementado, como los adaptadores serie RS-232, sintonizadores de TV, escáneres de huella dactilar, adaptadores maestro/esclavo de SDIO a USB (que permitirían que un dispositivo de mano equipado con SDIO utilizara periféricos USB o interfaz a PC), lectores de bandas magnéticas, transmisores-receptores de Bluetooth/Wi-Fi/GPS, adaptadores ethernet y adaptadores de módems celulares (PCS, CDPD, GSM, etc).

## SDXC

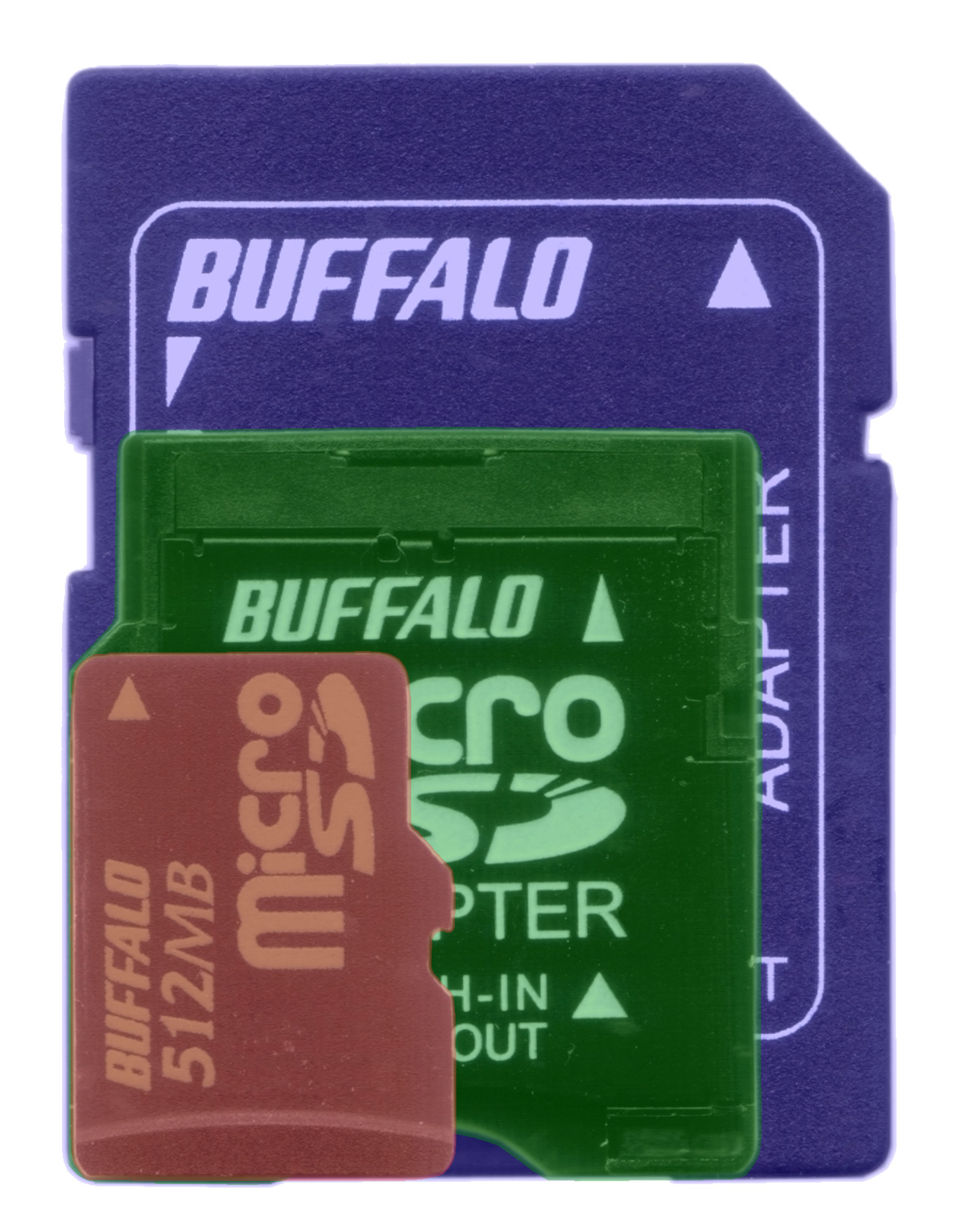
Tarjeta de memoria microSD, y adaptadoras para miniSD y SD estándar.

El formato Secure Digital Extended Capacity (SDXC) fue desvelado en el CES de 2009. La máxima capacidad definida para tarjetas SDXC es de 2 tebibytes (TiB), es decir, 2048 GB. Las tarjetas SDHC también tienen una capacidad máxima de 2 TiB basada en las estructuras de datos de la tarjeta, pero está limitada arbitrariamente a 32 GB por el documento SD 2.0.
La tasa de transferencia máxima de SDXC fue anunciada como 104 MB/s, con planes de incrementarla a 300 MB/s en el futuro. Las tarjetas SDXC utilizarán el sistema de archivos de Microsoft exFAT.
El 8 de enero de 2009, Panasonic anunció planes de producir tarjetas SDXC de 64 GB.
El 6 de marzo de 2009, Pretec presentó la primera tarjeta SDXC del mundo con una capacidad de 32 GB y una velocidad de lectura/escritura de 50 MB/s. En su presentación no había productos compatibles con la nueva tarjeta de memoria.
El 3 de agosto de 2009, Toshiba anunció el lanzamiento de la primera tarjeta de memoria SDXC de 64 GB del mundo con una velocidad de lectura de 60 MB/s.
En enero de 2012, en el CES de 2012, SanDisk presentó en una tarjeta de memoria SDXC con una capacidad de 128 GB y una tasa de transferencia de hasta 45 MB/s, destinada para almacenar video en HD y en 3D. Esta tarjeta de memoria utiliza una nueva arquitectura llamada UHS-I, la tarjeta fue presentada con el estándar UHS-I clase 1 y es de clase 10, que asegura la velocidad de lectura/escritura dicha.
En octubre de 2014, SanDisk presentó una tarjeta SDXC de 512 GB y tasas de lectura de 90 MB/s y escritura a 95 MB/s (speed class 3), bajo estándar UHS-1 y clase 10.

## Diferentes tipos de tarjetas MMC/SD
La tarjeta SD no es el único estándar de tarjetas de memoria flash ratificado por la Secure Digital Card Association. Existen otros formatos de dicha asociación, como son el miniSD y el microSD (conocido como transflash antes de la ratificación por la Secure Digital Card Association).
Estas tarjetas más pequeñas se pueden utilizar en ranuras del mismo tamaño que MMC/SD/SDIO con un adaptador (que deba conectar las conexiones eléctricas así como la llevar a cabo el contacto físico). Sin embargo, hay que decir que ya es difícil crear dispositivos de E/S con el factor de forma del SD y esto será aún menos posible con tamaños más pequeños, sin embargo puede llegar a darse.
Como las ranuras SD todavía tienen soporte para las tarjetas MMC, las variantes de MMC más pequeñas, que han evolucionado, también son compatibles con los dispositivos lectores para SD. De forma diferente a MiniSD y MicroSD (que son lo suficientemente distintas de la SD para hacer imposible construir adaptadores mecánicos), las ranuras RS-MMC mantienen compatibilidad hacia atrás con las tarjetas MMC de tamaño normal, ya que las tarjetas RS-MMC son simplemente tarjetas MMC más cortas.

### Comparativa técnica
|                                          | MMC                          | RS-MMC                       | MMC Plus                     | Secure MMC                   | SD                               | SDIO                             | miniSD                           | microSD                          |
| ---------------------------------------- | ---------------------------- | ---------------------------- | ---------------------------- | ---------------------------- | -------------------------------- | -------------------------------- | -------------------------------- | -------------------------------- |
| Socket SD                                | Sí                           | Adaptador mecánico           | Sí                           | Sí                           | Sí                               | Sí                               | Adaptador electromecánico        | Adaptador electromecánico        |
| Pines                                    | 7                            | 7                            | 13                           | 7                            | 9                                | 9                                | 11                               | 8                                |
| Factor de forma                          | Fino                         | Fino/corto                   | Fino                         | Fino                         | Grueso                           | Grueso                           | Estrecho/corto/fino              | Estrecho/corto/extrafino         |
| Anchura                                  | 24 mm                        | 24 mm                        | 24 mm                        | 24 mm                        | 24 mm                            | 24 mm                            | 20 mm                            | 11 mm                            |
| Longitud                                 | 32 mm                        | 18 mm                        | 32 mm                        | 32 mm                        | 32 mm                            | 32+ mm                           | 21'5 mm                          | 15 mm                            |
| Grosor                                   | 1,4 mm                       | 1,4 mm                       | 1,4 mm                       | 1,4 mm                       | 2,1 mm                           | 2,1 mm                           | 1,4 mm                           | 1 mm                             |
| Modo SPI                                 | Opcional                     | Opcional                     | Opcional                     | Necesario                    | Necesario                        | Necesario                        | Necesario                        | Opcional                         |
| Modo 1 bit                               | Sí                           | Sí                           | Sí                           | Sí                           | Sí                               | Sí                               | Sí                               | Sí                               |
| Modo 4 bits                              | No                           | No                           | Sí                           | Sí                           | Opcional                         | Opcional                         | Opcional                         | Opcional                         |
| Modo 8 bits                              | No                           | No                           | Sí                           | Sí                           | No                               | No                               | No                               | No                               |
| Reloj xfer                               | 0-20 MHz                     | 0-20 MHz                     | 0-54 MHz                     | ¿0-20 MHz?                   | 0-25 MHz                         | 0-25 MHz                         | 0-20 MHz                         | 0-12 MHz                         |
| XFER máximo                              | 20 Mbit/s                    | 20 Mbit/s                    | 416 Mbit/s                   | ¿20 Mbit/s?                  | 100 Mbit/s                       | 100 Mbit/s                       | 100 Mbit/s                       | 100 Mbit/s                       |
| SPI XFR máximo                           | 20 Mbit/s                    | 20 Mbit/s                    | 54 Mbit/s                    | 20 Mbit/s                    | 25 Mbit/s                        | 25 Mbit/s                        | 25 Mbit/s                        | 25 Mbit/s                        |
| DRM                                      | No                           | No                           | No                           | Sí                           | Sí                               | N/D                              | Sí                               | Sí                               |
| Cifrado de usuario                       | No                           | No                           | No                           | Sí                           | No                               | No                               | No                               | No                               |
| Espec. simplificadas                     | Sí                           | Sí                           | No                           | Sí                           | Sí                               | Sí                               | No                               | No                               |
| Coste de membresía                       | 2.500 USD/año (no necesario) | 2.500 USD/año (no necesario) | 2.500 USD/año (no necesario) | 2.500 USD/año (no necesario) | 1.500 USD/año (parece necesario) | 1.500 USD/año (parece necesario) | 1.500 USD/año (parece necesario) | 1.500 USD/año (parece necesario) |
| Coste de espec.                          | 500 USD                      | 500 USD                      | ?                            | ?                            | Miembro                          | Miembro                          | Miembro                          | Miembro                          |
| Licencia de host                         | No                           | No                           | No                           | No                           | 1000 USD/año + membr.            | 1000 USD/año + membr.            | 1000 USD/año + membr.            | 1000 USD/año + membr.            |
| Royalties de tarjeta de memoria          | Sí                           | Sí                           | Sí                           | Sí                           | Sí                               | Sí                               | Sí                               | Sí                               |
| Royalties de tarjeta E/S                 | N/D                          | N/D                          | N/D                          | N/D                          | N/D                              | 1000 USD/año + membr.            | N/D                              | N/D                              |
| Compatible con desarr. de código abierto | Sí                           | Sí                           | No                           | Sí                           | Solo SPI                         | Solo SPI                         | Solo SPI                         | Solo SPI                         |

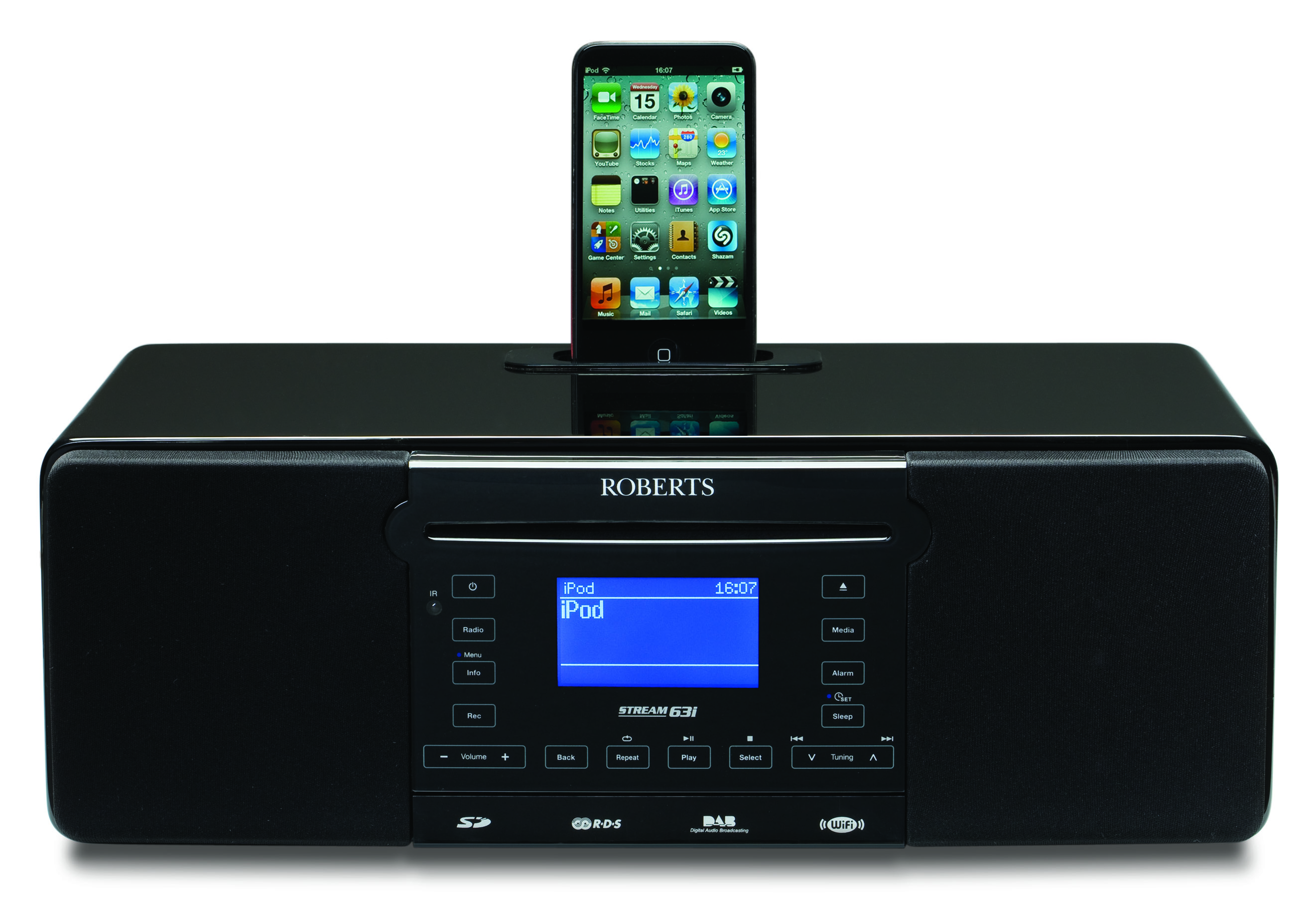
Grabador estéreo Wi-Fi/DAB+/FM/CD/MP3/WMA/USB/SDHC/pódcast con bahía iPod

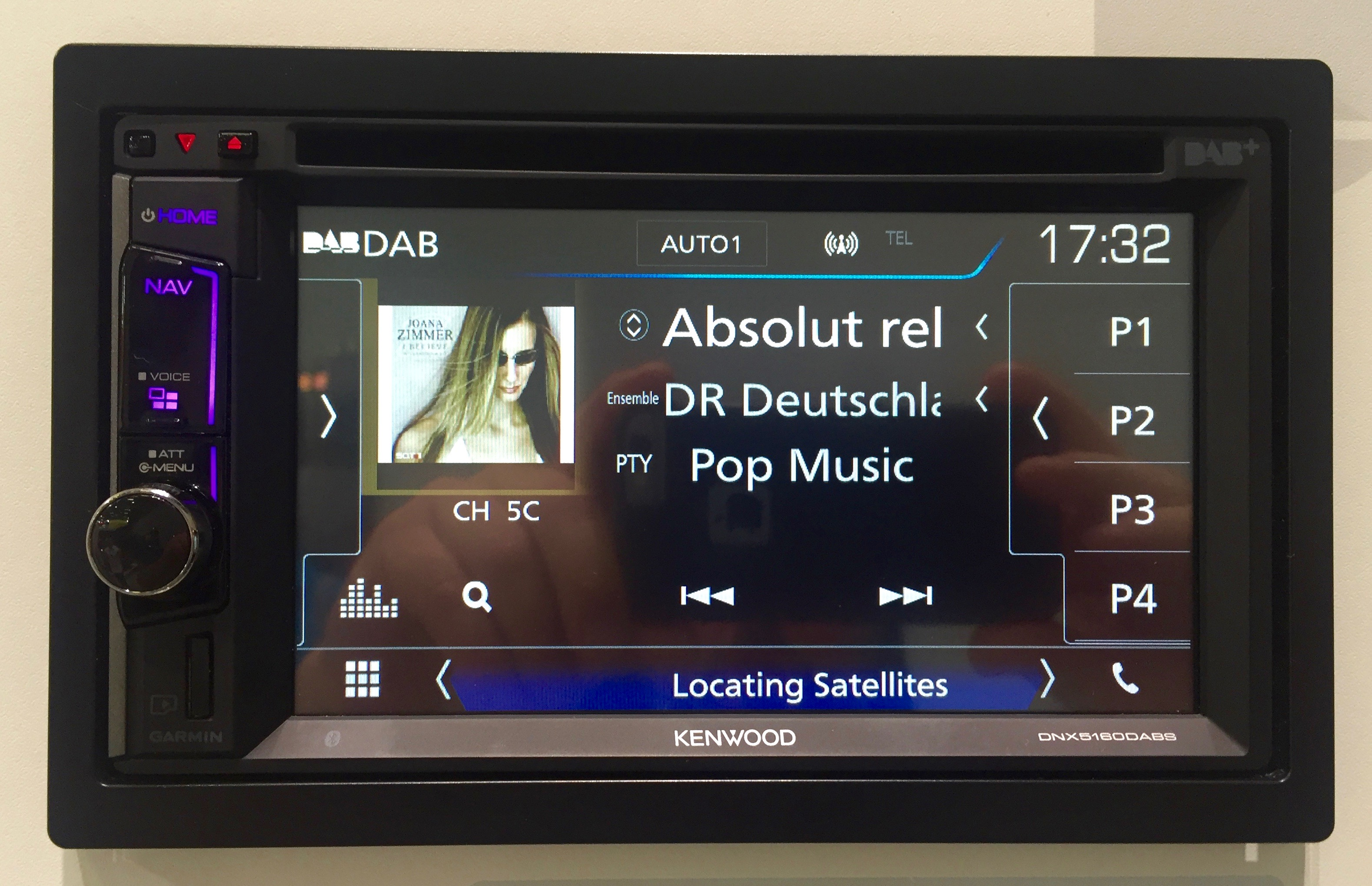
Receptor DAB+/AM/FM/LW/CD/DVD/USB/microSDHC/GPS/Bluetooth/CarPlay/AndroidAuto

Los datos de la tabla han sido recogidos a partir de versiones simplificadas de las especificaciones de MMC y de SDIO, y de otros datos de sitios Web sobre las asociaciones de tarjetas SD y MMC. Los datos de otras variantes de tarjetas es una fusión de los datos recogidos.
El límite de la capacidad de todos los formatos SD/MMC parece ser de 128 GB en modo LBA (direccionamiento de sector de 28 bits).
Todas las tarjetas fabricadas actualmente por SanDisk, Ritek/Ridata y Kingmax Digital parecen utilizar el modo SPI. Además, las tarjetas MMC pueden ser eléctricamente idénticas a las tarjetas SD pero en una carcasa más fina y con un fusible para deshabilitar las funciones de SD (así que no es necesario pagar royalties SD).
MMC definió los protocolos SPI y un-bit MMC/SD. El protocolo subyacente SPI ha existido durante años como una característica estándar en muchos microcontroladores. Desde una perspectiva social, la justificación para un nuevo protocolo incompatible de SD/MMC es cuestionable; el desarrollo de un nuevo protocolo incompatible e innecesario puede ayudar a las asociaciones comerciales a recoger honorarios y pagos en calidad de socio pero aumenta el coste del hardware y software. El nuevo utilizaba la señalización del colector abierto para permitir múltiples tarjetas en el mismo bus pero esto realmente causa problemas en una frecuencia de reloj alta.
Mientras SPI utilizaba tres líneas compartidas más una de selección de chip separada en cada tarjeta, el nuevo protocolo permite que hasta 30 tarjetas sean conectadas con los mismos tres cables (sin la selección de chip) a expensas de una inicialización mucho más complicada de la tarjeta y del requisito de que cada tarjeta tiene un número de serie único para el conector y debe solicitar autorización para realizar la operación. Esta característica se utiliza raramente, y su uso se desaconseja en los nuevos estándares (que recomiendan un canal totalmente separado a cada tarjeta) debido a cuestiones de velocidad y consumo de energía. El protocolo cuasi-propietario de un-bit MMC/SD fue ampliado para utilizar transferencias con un ancho de cuatro bits (SD y MMC) y ocho bits (sólo MMC) para lograr más velocidad, mientras que la mayor parte del resto de la industria de la informática se está trasladando a canales más estrechos de una velocidad más alta. El estándar SPI se habría podido registrar simplemente con unas frecuencias de transferencia de datos más altas (por ejemplo, 133 MHz) para tener un rendimiento más alto que el ofrecido por el SD de cuatro bits (de todos modos, las CPU embebidas que ya no tenían tasas de reloj más altas no habrían sido lo suficientemente rápidas como para manejar tasas de datos más altas). La asociación de la tarjeta SD dio soporte para parte de las órdenes del antiguo protocolo MMC de un bit y añadió soporte para comandos adicionales relacionados con la protección de copia.